# Ким Джисон
Ким Джисон (кор. 김지선; род. 27 июня 1987, Сеул, Республика Корея) — корейская кёрлингистка, скип и четвёртый команды Южной Кореи на Олимпийских играх 2014 года.

## Достижения
- Тихоокеанско-азиатский чемпионат по кёрлингу: золото (2010, 2013, серебро (2011).
- Чемпионат Республики Корея по кёрлингу среди женщин: бронза (2016).
- Чемпионат Республики Корея по кёрлингу среди смешанных пар: серебро (2017).
- Зимняя Универсиада: серебро (2013), бронза (2011).